# Rossarzneibuch
Das Rossarzneibuch von Meister Albrant ist ein hippiatrischer (= pferdeheilkundlicher) deutschsprachiger Text, der im 13. Jahrhundert am Hof Friedrichs II. entstand. Er gehört zur Fachprosa und enthält eine Auflistung von Rezepten gegen 36 Pferdekrankheiten. Dieses Werk zählt zu den wenigen Texten der älteren deutschen Literatur, die bis in die Neuzeit hinein stark nachwirkten.

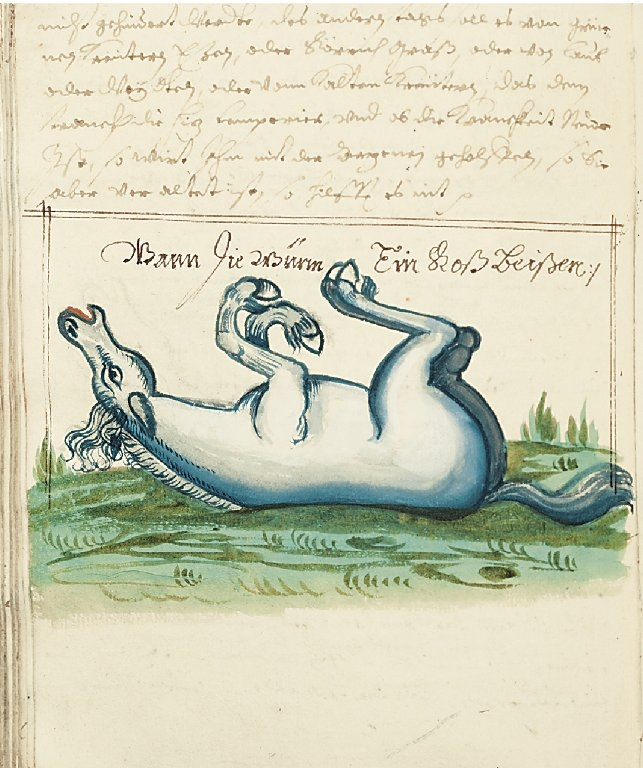
„Wann die Würm ein Roß beißen“ (Rossarzneibuch des Walter von Nitzschwitz in der Langenburger Handschrift, Ende 16. Jahrhundert)

## Geschichte
Es sind verschiedene tierheilkundliche Werke der Gattung Rossarzneibuch überliefert.

### Autor
Der Verfasser des hier behandelten ursprünglichen Rossarzneibuchs ist Albrant, oft Meister Albrant, mitunter aber auch Albracht, Alebrant, Hildebrant, Hilbrant, Abram oder Albertin genannt. Er stammte aus Deutschland, wirkte aber in Italien: In den ältesten Handschriften seines Rossarzneibuches wird er als Schmied und Marstaller Kaiser Friedrichs II. in Neapel bezeichnet, urkundlich ist seine Existenz allerdings nicht verifizierbar. Das Wort Marschall bedeutet ursprünglich Pferdeknecht (althochdeutsch: marah = Pferd, schalc(h) = Knecht) und bezeichnete den Stallmeister bzw. Vorsteher des Pferdstalls. Dessen Aufgaben umfassten alle Bereiche der Pferdehaltung einschließlich der medizinischen Versorgung. Friedrich II. gilt als großer Förderer der Pferdeheilkunde, da in seinem Umkreis mehrere Hippologen tätig waren, darunter auch andere Deutsche wie ein gewisser Ackermann oder Meister Maurus.
Annahmen der Forschung zufolge verfügte Albrant über gebildete Grundkenntnisse, es wird ihm sowohl zu der 1224 von Friedrich II. gegründeten Universität in Neapel als auch zur hohen Schule von Salerno eine Verbindung zugeschrieben. Über sein weiteres Leben ist nichts bezeugt. Früher vermutete man im Rossarzt von Papst Clemens IV., von welchem eine Rossarzneihandschrift in Codex 730 der Stiftsbibliothek Einsiedeln enthalten ist, ebenfalls Meister Albrant, neuere Forschungsansätze widersprechen diesem Zusammenhang allerdings.

### Entstehung
Meister Albrants Rossarzneibuch entstand höchstwahrscheinlich im zweiten Viertel des 13. Jahrhunderts in mittelhochdeutscher Sprache und fällt damit in den Beginn der sogenannten 'Stallmeisterzeit' (in der Veterinärmedizin die Zeit zwischen dem 13. Jh. und der Gründung der ersten tierärztlichen Lehrstätten in der 2. Hälfte des 18. Jhs.). Eingeleitet wurde diese um 1250 mit der Veröffentlichung des Handbuchs der Pferdekunde (als De medicina equorum bekannt) von Jordanus Ruffus, dem Oberstallmeister Friedrichs II. Weitere zu dieser Zeit entstandene Werke sind die tiermedizinischen Schriften von Albertus Magnus oder die Marescalcia von Laurentius Rusius, der Mitte des 14. Jhs. in Rom als Tierarzt tätig war.
Meister Albrants Schrift blieb von diesen Quellen offenbar unbeeinflusst. Im Vergleich zu seinen Kollegen beruft er sich nicht auf antike und arabische Vorbilder oder magische Verfahren, sondern zeigt eher empirische Ansätze und stützt sich auf eigene Beobachtungen und Erfahrungen. Weiters unterscheidet er sich durch die Wahl der Sprache und des Zielpublikums: Sein Rossarzneibuch ist das erste deutschsprachige pferdeheilkundliche Werk und richtete sich nicht an Gelehrte, sondern an Praktiker, wie vermutlich Ritter, Kriegsleute, Kleriker und Pilger. Diese Aspekte sind unter anderem Gründe für die große Popularität des Werkes, neben der praktischen, einfachen Anwendbarkeit und letztendlich auch der großen Bedeutung des Pferdes für die Mobilität im Mittelalter. Es spielte sowohl im ländlichen Raum als Nutztier als auch am Hof für die Jagd, die Kriegsführung oder die Nachrichtenübermittlung eine wichtige Rolle, weswegen die Pferdeheilkunde nachvollziehbarerweise den größten Bestandteil der frühen Veterinärmedizin ausmacht.

### Überlieferung und Editionsgeschichte
Die Beliebtheit von Meister Albrants Rossarzneibuch zeigt sich in der überaus großen Anzahl von Überlieferungen. Derzeit bekannt sind 218 Handschriften, 8 Inkunabeln und eine Vielzahl von Drucken zwischen dem 16. und 18. Jahrhundert. Auffällig ist diese Überlieferungsfülle besonders im Vergleich zum populärsten deutschsprachigen Dichtwerk des Mittelalters, Wolfram von Eschenbachs Parzival, der auf 86 Handschriften kommt.
Man geht davon aus, dass die Handschrift von Neapel über Friaul nach Böhmen gelangte und sich von dort nach Schlesien, in die Lausitz, das preußische Deutschordensland und nach Ungarn bis zur bulgarischen Grenze ausbreitete. Nachwirkungen finden sich bis hin zu den Pyrenäen, Italien, Osteuropa und Skandinavien. Die Schrift wurde in mehrere Sprachen übersetzt, u. a. ins Lateinische, Tschechische, Polnische, Russische und Niederdeutsche. Wenngleich sich auch in nordwestdeutschen Pferderezepten ab der zweiten Hälfte des 15. Jahrhunderts Einflüsse von Albrant nachweisen lassen, entfaltete es in den südlichen und östlichen Teilen des deutschsprachigen Kulturraums die größte Wirkung. So blieb das Werk bis ins 18./19. Jahrhundert das Brevier der tschechischen Hufschmiede. Die älteste bekannte Handschrift des Rossarzneibuches ist in der Prager Universitätsbibliothek erhalten und stammt aus der zweiten Hälfte des 13. Jahrhunderts.
Im Zuge seiner Verbreitung unterlag das Fachprosawerk einigen Veränderungen: Rezepte wurden bearbeitet, modernisiert, weggelassen oder hinzugefügt. Rossarzneibücher aus dem 16., 17. und 18. Jahrhundert waren oft zu dicken Bänden herangewachsen, in denen nur mehr ein Bruchteil zum einstigen Kernbestand gehörte, weswegen das Zuordnen eines Rossarzneibuches zu den Albrant-Handschriften oft problematisch ist. Zum Teil wurde dabei auch der Charakter des Textes verändert und nicht nur Anweisungen zur Behandlung von Krankheiten, sondern auch Ratschläge zur Manipulation und Behebung von Mängeln des Pferdes eingefügt, wie etwa das Fellfärben zur Unkenntlichmachung eines gestohlenen Tieres. Ein Beispiel eines solchen stark veränderten Textes ist die Rossaventüre, ein im 14. Jahrhundert in der Bodenseegegend entstandener Text, welcher eine Schnittstelle zwischen Veterinärmedizin und den Artes magicae (‚magische Künste‘) darstellt. Diese Verbindung zur Rosstäuscherei förderte zwar die Verbreitung, ließ aber das Ansehen des Textes sinken.

## Inhalt
In der von Gerhard Eis rekonstruierten Urfassung des Rossarzneibuches sind 36 Pferdekrankheiten bzw. Heilvorschläge enthalten:
| 1. Swelich ros ain siechs havpt hab               | 13. Swelich ros daz ayter aus geprosten ist      | 25. Welch rozz ain tzeprochen ruchk hat     |
| 2. Swelich ros ros ainen geswollen hals hab       | 14. Swelich ros daz gurvay hat                   | 26. Welch rozz die mauchken hat             |
| 3.So du dy wuerm wellest vertreiben aus dem magen | 15. Swelich ros dy chelsucht hat                 | 27. Welch rozz hat vlozz Gallen             |
| 4. So daz ros den wurm hat                        | 16. Swelich ros roetzich ist                     | 28. Welch rozz herczslächtig ist            |
| 5. Swelch ros wazzerreh ist                       | 17. Swelich ros revdich ist                      | 29. Welch rozz die sczarczen hat            |
| 6. Swelch ros mauchel reh ist                     | 18. Swelich ros vernagelt ist                    | 30. Welch rozz pawch streng ist             |
| 7. Swelich ros wintreh ist                        | 19. Swelich ros geschozzen ist                   | 31. Welch rozz den huefftwang hat           |
| 8. Swelich ros fueter reh ist                     | 20. Swelich ros hagenhuof ist                    | 32. Wann man dem rozz die dillen aus wirfft |
| 9. Swelch ros den trit hab                        | 21. Sver daz getwang hat                         | 33. Welch ros wilt fleys hot in der wunden  |
| 10. Swelich rosa in ays hat                       | 22. Swelich ros spetich ist                      | 34. Welch rozz die harenwind hat            |
| 11. Swelich ros einn gespalten fuez hat           | 23. Swelich ros dy painwachs hat                 | 35. Welch rozz räppig ist                   |
| 12. Welch rozz verpellet wirt                     | 24. Du solt wizzen, der wurm haizzet dreyerlayge | 36. Czu den rozz augen                      |

Die kurzen Beschreibungen der Krankheiten sowie die Behandlungsanweisungen lassen Rückschlüsse auf die Art der Erkrankung zu. So bezieht sich Rezept Nr. 2 vermutlich auf Druse, Rezept Nr. 26 auf Mauke oder Rezept Nr. 34 auf Kreuzverschlag.

### Heilmethoden
Im Rossarzneibuch genannte Methoden sind Salben und Umschläge, perorale Arzneimittel, Aderlassen und Kauterisation sowie mechanische Eingriffe wie z. B. das Abnehmen der Hufeisen bei Vernageln. Die empfohlenen Heilmittel erfordern keine speziellen Zutaten, sondern waren vorwiegend Teil der Stallapotheke, was ein weiterer Grund für die Beliebtheit der Schrift sein mag. Empfohlen werden etwa Umschläge mit Honig, Brot oder Salz, das Einreiben mit Grünspan oder Mischungen mit Bier oder Wein zur oralen Verabreichung.

### Beispielrezept
Rezept Nr. 18 nach Eis‘ Urfassung:

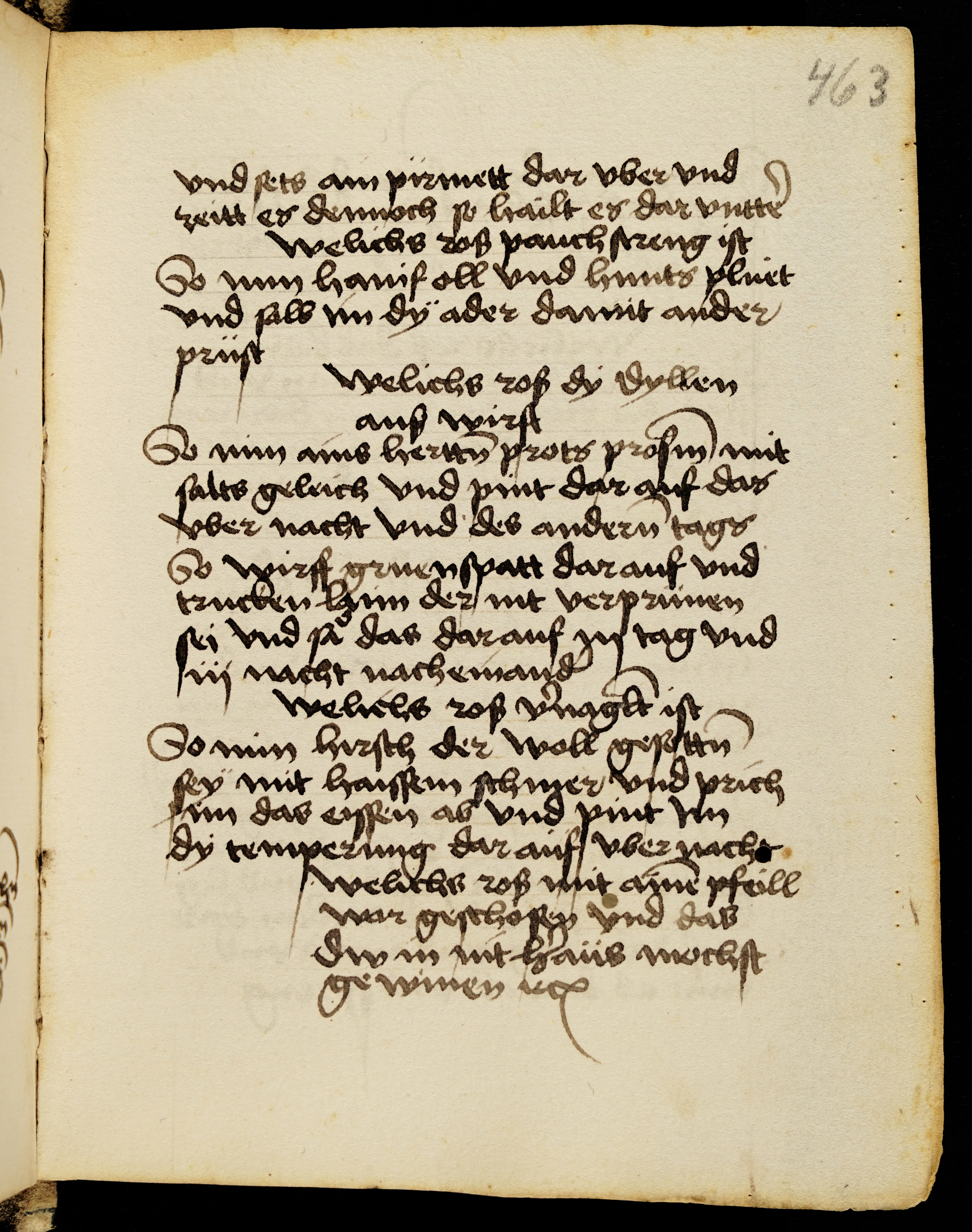
„Welches ross vernaglt ist“ in der Ms. 1609 der Universitätsbibliothek Graz (15. Jahrhundert)

„Swelich ros vernagelt ist, so nim hierse, wol gestozzen, gesoten mit hayzzem smerb. Und prich daz eysen ab und pint imz auf den fuez uber nacht: so macht du iz dez morgens beslahen und reiten wo du wilt.“
Übertragung ins Neuhochdeutsche:
„Wenn ein Pferd vernagelt ist, dann nimm gut vermahlene Hirse und siede sie in heißem Fett. Danach nimm das Eisen ab und binde ihm das über Nacht auf den Huf. Dann kannst du es am Morgen beschlagen und reiten, wohin du willst.“
Dieses repräsentative Rezept illustriert gut die sprachliche Schlichte und Knappheit Meister Albrants. Als Bestandteile der Heilsalbe sind lediglich Hirse und Schmer angeführt, sodass die Ausführung für jeden leicht durchführbar gewesen sein müsste.

## Merkmale der Rossarzneitexte
Ein typisches Merkmal der ‚Textsorte‘ Rossarzneischrift, das auf Albrants Werk ebenso zutrifft wie auf sämtliche spätere, mitunter von ihm beeinflusste Schriften, ist das schlichte Aneinanderreihen von Rezepten. Nur in Ausnahmefällen sind Paratexte vorhanden.
Die Struktur der Rezepte ist in fast allen Rossarzneischriften ähnlich und in den meisten Fällen dreigliedrig:
```
„Wenn ein Pferd die Krankheit x hat, dann behandele man es mit dem Mittel oder nach der Methode y, darauf geschieht z.“
[
27
]
```

Beispielrezept aus einem unbekannten Fragment von Albrants Rossarzneibuch (Cod. HB XI 15 der Württembergischen Landesbibliothek in Stuttgart, Bl. 110r-111r; Entstehungszeit zwischen 1479 und 1482):
„5. Item welches roß herczschlechtig ist, so nym ain viertail ains bechers mit essich und glich als vil salcz vnd mit win und mische das zesamen, und güß in das in den halß: es wirt gesunt.“
Übertragung ins Neuhochdeutsche:
„Dergleichen wenn ein Pferd herzschlächtig [vermutlich dämpfig] ist, dann nimm einen Viertelbecher Essig, ebenso viel Salz und Wein und vermische das, und gieß ihm das in den Hals. Es wird gesund.“
Also nennt der erste, titelartige Teil die Krankheit, der zweite, der Rezeptteil, die Behandlung (manchmal auch mit einer Anleitung zur Herstellung des anzuwendenden Mittels) und der dritte die erwartete Wirkung. Letzterer besteht meist lediglich aus einem formelhaften so wirt iz gesunt oder wird weggelassen.
Auffällig ist, dass der Rezeptteil häufig nicht sehr detailliert gehalten ist, es werden selten genaue Angaben zu Mischungsverhältnissen von Arzneien gemacht oder eine Operation so genau beschrieben, dass ein Unerfahrener diese durchführen könnte. Zudem wird offensichtlich davon ausgegangen, dass die Rezipienten in der Lage sind, eine Krankheit selbstständig zu diagnostizieren, da kaum Symptome oder Ursachen einer Krankheit genannt werden. Somit ist eher praktisches Wissen in einer anwendungsbezogenen Form dargestellt.
Als wahrscheinlich anzunehmen sind zwei verschiedene Gebrauchssituationen: einerseits die eigene Gedächtnisstütze für praktizierende Marstaller und Schmiede, andererseits die Vermittlung von Wissen an andere Experten oder an im Stall beschäftigte Personen, wobei wichtiges Hintergrundwissen vermutlich zusätzlich verbal vermittelt wurde. Zu beiden Situationen passen die imperativischen Strukturen der Rezepte, die an eine mündliche Unterweisungssituation erinnern.